# Ielîzavetivka, Snihurivka
Ielîzavetivka (în ucraineană Єлизаветівка) este un sat în comuna Novovasîlivka din raionul Snihurivka, regiunea Mîkolaiiv, Ucraina.

## Demografie
Componența lingvistică a localității Ielîzavetivka
     Ucraineană (96,59%)
     Rusă (3,1%)
     Alte limbi (0,31%)
Conform recensământului din 2001, majoritatea populației localității Ielîzavetivka era vorbitoare de ucraineană (96,59%), existând în minoritate și vorbitori de rusă (3,1%).